# Atwood Gibson Writers' Trust Fiction Prize
L'Atwood Gibson Writers' Trust Fiction Prize è un premio letterario canadese assegnato al miglior romanzo o raccolta di racconti.
Istituito nel 1997 con il nome di Rogers Writers' Trust Fiction Prize con la sponsorizzazione della Rogers Communications, nel 2021 ha assunto l'attuale denominazione in omaggio agli scrittori canadesi Margaret Atwood e Graeme Gibson.
Assegnato dalla Writers' Trust of Canada e sponsorizzato da Jim Balsillie, riconosce al vincitore un premio di 60000 dollari.

## Albo d'oro
1997
- Vincitore: Austin Clarke, The Origin of Waves
- Finalisti:
  - Elizabeth Hay, Small Change
  - Brian Moore, La moglie del mago (The Magician’s Wife)
  - Mordecai Richler, La versione di Barney (Barney’s Version)
  - Jane Urquhart, The Underpainter

1998
- Vincitore: Greg Hollingshead, The Healer
- Finalisti:
  - André Alexis, Childhood
  - Barbara Gowdy, The White Bone
  - Wayne Johnston, The Colony of Unrequited Dreams
  - Alice Munro, Il sogno di mia madre (The Love of a Good Woman)

1999
- Vincitore: Peter Oliva, The City of Yes
- Finalisti:
  - Caroline Adderson, A History of Forgetting
  - Elyse Gasco, Can You Wave Bye Bye, Baby?
  - Judy MacDonald, Jane
  - Alistair MacLeod, Calum il rosso (No Great Mischief)

2000
- Vincitore: Helen Humphreys, Afterimage
- Finalisti:
  - Todd Babiak, Choke Hold
  - Lynn Coady, Play the Monster Blind
  - Douglas Glover, 16 Categories of Desire
  - Michael Winter, This All Happened

2001
- Vincitore: Margaret Sweatman, When Alice Lay Down with Peter
- Finalisti:
  - Alice Munro, Nemico, amico, amante... (Hateship, Friendship, Courtship, Loveship, Marriage)
  - Elizabeth Ruth, Ten Good Seconds of Silence
  - Timothy Taylor, Stanley Park
  - Thomas Wharton, Salamander

2002
- Vincitore: Paulette Jiles, Enemy Women
- Finalisti:
  - Terry Griggs, Rogues’ Wedding
  - Ann Ireland, Exile
  - Lori Lansens, Rush Home Road
  - Nino Ricci, Testament

2003
- Vincitore: Kevin Patterson, Country of Cold
- Finalisti:
  - Jacqueline Baker, A Hard Witching & Other Stories
  - Gil Courtemanche, A Sunday at the Pool in Kigali
  - Barbara Gowdy, The Romantic
  - Judith McCormack, The Rule of Last Clear Chance

2004
- Vincitore: Alice Munro, In fuga (Runaway)
- Finalisti:
  - Michael Helm, In the Place of Last Things
  - Colin McAdam, Some Great Thing
  - Jeffrey Moore, The Memory Artists
  - Russell Smith, Muriella Pent

2005
- Vincitore: Joseph Boyden, Three Day Road
- Finalisti:
  - Michael Crummey, The Wreckage
  - Lauren B. Davis, The Radiant City
  - Allan Donaldson, Maclean
  - Rabindranath Maharaj, A Perfect Pledge

2006
- Vincitore: Kenneth J. Harvey, Inside
- Finalisti:
  - Peter Behrens, The Law of Dreams
  - Rawi Hage, Il gioco di De Niro (De Niro’s Game)
  - Catherine Hanrahan, Lost Girls and Love Hotels
  - Mary Lawson, Oltre il ponte (The Other Side of the Bridge)

2007
- Vincitore: Lawrence Hill, The Book of Negroes
- Finalisti:
  - Shaena Lambert, Radiance
  - Robert Hough, The Culprits
  - Nancy Huston, Fault Lines
  - Moyez Vassanji, Il giardino di Dio (The Assassin’s Song)

2008
- Vincitore: Miriam Toews, In fuga con la zia (The Flying Troutmans)
- Finalisti:
  - Rivka Galchen, Atmospheric Disturbances
  - Rawi Hage, Il ladro del silenzio (Cockroach)
  - Lee Henderson, The Man Game
  - Patrick Lane, Red Dog, Red Dog

2009
- Vincitore: Annabel Lyon, The Golden Mean
- Finalisti:
  - Nicole Brossard, Fences in Breathing
  - Douglas Coupland, Generazione A (Generation A)
  - Alice Munro, Troppa felicità (Too Much Happiness)
  - Andrew Steinmetz, Eva’s Threepenny Theatre

2010
- Vincitore: Emma Donoghue, Stanza, letto, armadio, specchio (Room)
- Finalisti:
  - Trevor Cole, Practical Jean
  - Michael Helm, Cities of Refuge
  - Kathleen Winter, Annabel
  - Michael Winter, The Death of Donna Whalen

2011
- Vincitore: Patrick deWitt, Arrivano i Sister (The Sisters Brothers)
- Finalisti:
  - Clark Blaise, The Meagre Tarmac
  - Michael Christie, The Beggar’s Garden
  - Esi Edugyan, Questo suono è una leggenda (Half-Blood Blues)
  - Dan Vyleta, The Quiet Twin

2012
- Vincitore: Tamas Dobozy, Siege 13
- Finalisti:
  - Tim Bowling, The Tinsmith
  - Rawi Hage, Carnival
  - Alix Ohlin, Inside
  - Linda Spalding, The Purchase

2013
- Vincitore: Colin McAdam, A Beautiful Truth
- Finalisti:
  - Krista Bridge, The Elliot Girls
  - Lynn Coady, Hellgoing
  - Cary Fagan, A Bird’s Eye
  - Lisa Moore, Caught

2014
- Vincitore: Miriam Toews, I miei piccoli dispiaceri (All My Puny Sorrows)
- Finalisti:
  - André Alexis, Pastoral
  - Steven Galloway, The Confabulist
  - K. D. Miller, All Saints
  - Carrie Snyder, Girl Runner

2015
- Vincitore: André Alexis, Fifteen Dogs
- Finalisti:
  - Elizabeth Hay, His Whole Life
  - Pamela Mordecai, Red Jacket
  - Russell Smith, Confidence
  - John Vaillant, The Jaguar's Children

2016
- Vincitore: Yasuko Thanh, Mysterious Fragrance of the Yellow Mountains
- Finalisti:
  - Michael Helm, After James
  - Anosh Irani, The Parcel
  - Kerry Lee Powell, Willem de Kooning's Paintbrush
  - Katherena Vermette, The Break

2017
- Vincitore: David Chariandy, Brother[6]
- Finalisti:
  - Carleigh Baker, Bad Endings
  - Claire Cameron, The Last Neanderthal
  - Omar El Akkad, American War
  - Leanne Betasamosake Simpson, This Accident of Being Lost

2018
- Vincitore: Kathy Page, Dear Evelyn[7]
- Finalisti:
  - Craig Davidson, The Saturday Night Ghost Club
  - Esi Edugyan, Le avventure di Washington Black (Washington Black)
  - Rawi Hage, Beirut Hellfire Society
  - Jen Neale, Land Mammals and Sea Creatures

2019
- Vincitore: André Alexis, Days by Moonlight[8]
- Finalisti:
  - Sharon Butala, Season of Fury and Wonder
  - Michael Crummey, The Innocents
  - Téa Mutonji, Shut Up, You're Pretty
  - Alix Ohlin, Dual Citizens

2020
- Vincitore: Gil Adamson, Ridgerunner[9]
- Finalisti:
  - Zsuzsi Gartner, he Beguiling
  - Michelle Good, Five Little Indians
  - Thomas King, Indians on Vacation
  - Maria Reva, Good Citizens Need Not Fear

2021
- Vincitore: Katherena Vermette, The Strangers[10]
- Finalisti:
  - Rivka Galchen, Everyone Knows Your Mother Is a Witch
  - Alix Ohlin, We Want What We Want
  - Miriam Toews, Fight Night
  - Guy Vanderhaeghe, August Into Winter

2022
- Vincitore: Nicholas Herring, Some Hellish[11]
- Finalisti:
  - Rima Elkouri, Manam
  - Kevin Lambert, Querelle of Roberval
  - Darcy Tamayose, Ezra's Ghosts
  - Saeed Teebi, Her First Palestinian

2023
- Vincitore: Kai Thomas, In the Upper Country[12]
- Finalisti:
  - Emma Donoghue, Learned by Heart
  - Amanda Peters, The Berry Pickers
  - Michelle Porter, A Grandmother Begins the Story
  - Thomas Wharton, The Book of Rain

2024
- Vincitore: Sheung-King, Batshit Seven[13]
- Finalisti:
  - Éric Chacour, What I Know About You
  - Conor Kerr, Prairie Edge
  - Canisia Lubrin, Code Noir
  - Fawn Parker, Hi, it's me